# Fábulas (livro)

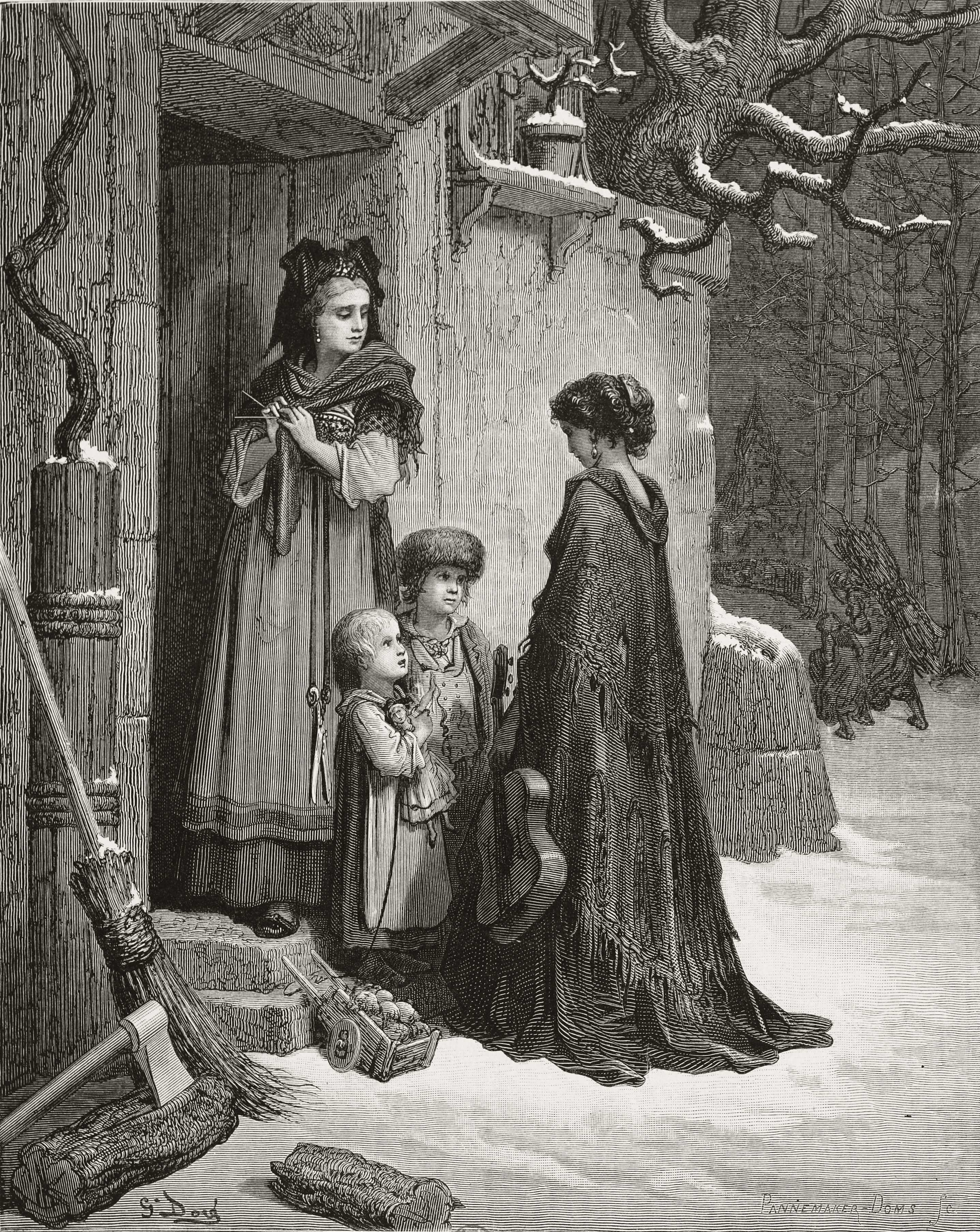
1. A cigarra e as formigas.

Fábulas é um livro infantil escrito por Monteiro Lobato e publicado em 1922. Diversas fábulas de Esopo e La Fontaine integram essa antologia. Lobato as reescreve, comenta e até as critica.

## Capítulos

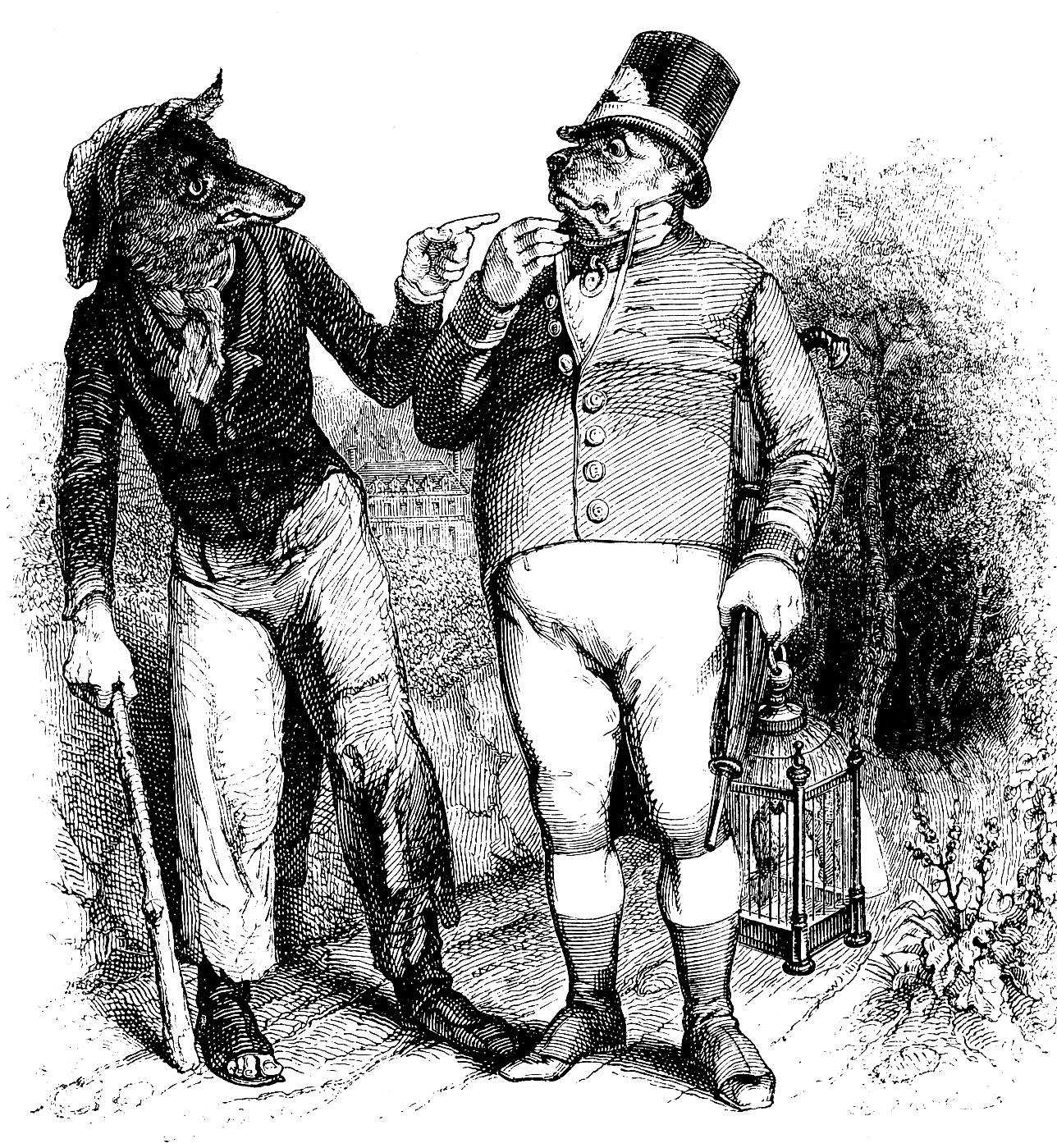
30. O cão e o lobo.

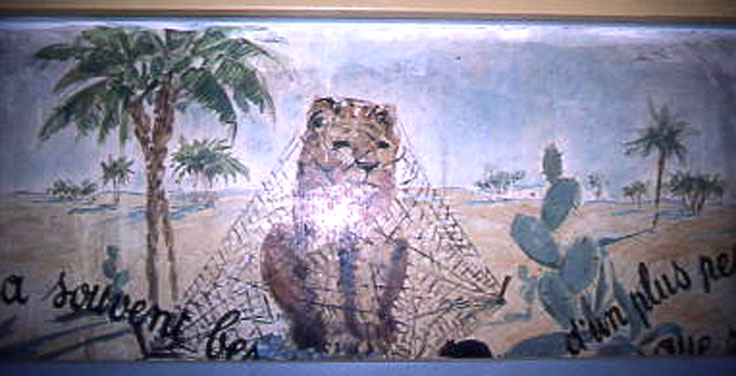
65. O leão e o rato.

1. A cigarra e as formigas

2. A coruja e a água
3. A rã e o boi
4. O reformador do mundo
5. A gralha enfeitada com penas de pavão
6. O rato da cidade e o rato do campo
7. O velho, o menino e a mulinha
8. O pastor e o leão
9. Burrice
10. O Julgamento da Ovelha
11. O burro juiz
12. Os carneiros jurados
13. O touro e as rãs
14. A assembleia dos ratos
15. O galo que logrou a raposa
16. Os Dois Viajantes na Macacolândia
17. A Menina do Leite
18. A rã sábia
19. O veado e a moita
20. O sabiá e o urubu
21. A morte e o lenhador
22. O útil e o belo
23. As aves de rapina e os pombos
24. O burro na pele do leão
25. A raposa sem rabo
26. O peru medroso
27. 
28. O sabiá na gaiola
29. Qualidade e quantidade
30. O cão e o lobo
31. O corvo e o pavão
32. Os animais e a peste
33. O carreiro e o papagaio
34. O macaco e o gato
35. A mosca e a formiguinha
36. Os dois burrinhos
37. O cavalo e as mutucas
38. O ratinho o gato e o galo
39. Os dois pombinhos
40. As duas cachorras
41. A cabra, o cabrito e o lobo
42. Os dois ladrões
43. A mutuca e o leão
44. A fome não tem ouvidos
45. O olho do dono
46. Unha-de-fome
47. O lobo velho
48. O Rato e a Rã
49. O lobo e o cordeiro
50. O cavalo e o burro
51. O intrujão
52. O homem e a cobra
53. O gato e a raposa
54. A malícia da raposa
55. As razões do porco
56. Segredo de mulher
57. O automóvel e a mosca
58. A onça doente
59. O jabuti e a peúva
60. A raposa e as uvas
61. O gato vaidoso
62. Pau de dois bicos
63. A galinha dos ovos de ouro
64. A garça velha
65. O leão e o ratinho
66. O orgulhoso
67. O egoísmo da onça
68. O imitador dos animais
69. O burro sábio
70. O mal maior
71. Tolice de asno
72. As duas panelas
73. A pele do urso
74. Liga das Nações